# Gloeoporus vitellinus
Gloeoporus vitellinus är en svampart som beskrevs av Corner 1992. Gloeoporus vitellinus ingår i släktet Gloeoporus och familjen Meruliaceae.   Inga underarter finns listade i Catalogue of Life.